# Varanasi
Varanasi (Hindi: वाराणसी, Urdu: وارانسى, Vārāṇasī [ʋɑːˈrɑːɳəsiː] ), auch Benares (बनारस, بنارس, Banāras [bəˈnɑːrəs]) oder Kashi (काशी, کاشی, Kāśī [ˈkɑːʃiː]) genannt, ist eine Stadt im indischen Bundesstaat Uttar Pradesh. Sie liegt am Ganges und hat rund 1,2 Millionen Einwohner (Volkszählung 2011). Varanasi ist eine der ältesten Städte Indiens und gilt als heiligste Stadt des Hinduismus.
Varanasi ist seit 1994 eine Municipal Corporation (Nagar Nigam), eine selbstverwaltete Kommune der höchsten Kategorie. Das Stadtgebiet erstreckt sich über eine Fläche von 79,79 km². Varanasi ist Sitz des gleichnamigen Distrikts.

## Name
Die Stadt Varanasi ist unter mehreren Namen bekannt. Neben Varanasi wird sie häufig als Benares oder Kashi bezeichnet. Der Name Varanasi (वाराणसी Vārāṇasī) tritt bereits im Hindu-Epos Mahabharata und den buddhistischen Jataka-Erzählungen auf. Er wird herkömmlich gedeutet als Zusammensetzung aus Varana bzw. Varuna (वरणा Varaṇā / वरुणा Varuṇā) und Asi bzw. Assi (असी Asī / अस्सी Assī), den Namen der beiden Flüsse, welche die Stadt begrenzen. Wahrscheinlicher ist aber, dass allein der Varuna-Fluss, der in der älteren Literatur auch unter dem Namen Varanasi bekannt war, für die Stadt namensgebend war. Auf Hindi wird Varanasi auf der drittletzten Silbe betont und klingt daher eher wie „Waraansi“. Auf Englisch betont man es meistens aber auf der vorletzten.
Benares bzw. Banaras (बनारस Banāras) ist eine volkstümliche Abwandlung der Sanskrit-Namens Varanasi. Während der muslimischen und britischen Herrschaftsperiode war Benares der alleinige Name der Stadt. Nach der indischen Unabhängigkeit wurde in Rückbesinnung auf die klassische Hindu-Tradition Varanasi zur offiziellen Namensform gemacht. Umgangssprachlich ist Benares aber nach wie vor weit verbreitet.
Kashi (काशी Kāśī) ist der älteste Name von Varanasi. Er bezeichnete zunächst das Stammeskönigreich Kashi, später dann dessen Hauptstadt. Kashi wird meist von der Sanskrit-Wurzel kash (काश् kāś) für „leuchten“ abgeleitet und bedeutet demnach so viel wie „die Leuchtende“ oder „Stadt des Lichts“. Heute wird Kashi meist im religiösen Kontext gebraucht: Kashi bezeichnet die Stadt Varanasi in ihrer Eigenschaft als sakraler Ort. In der hinduistischen Mythologie hat Varanasi ferner viele weitere Beinamen wie Avimukta („die [von Shiva] nie verlassene“), Anandavana („Wald der Glückseligkeit“) oder Mahashmashana („großer Verbrennungsort“).

## Geografie

### Geografische Lage
Varanasi liegt in Nordindien 780 Kilometer östlich der indischen Hauptstadt Delhi überwiegend am linken Ufer des Ganges, des größten Stromes Indiens. Die Stadt gehört zum Bundesstaat Uttar Pradesh und liegt in dessen östlichem Teil. Die Stadtgemeinde (municipality) Varanasi umfasst ein Gebiet von 79,79 Quadratkilometern. Varanasi ist Verwaltungssitz des Distrikts Varanasi, der neben der Stadt ein Gebiet von insgesamt 1.578 Quadratkilometern im Umland umfasst. In der näheren Umgebung Varanasis liegen die buddhistische Pilgerstätte Sarnath (dreizehn Kilometer nördlich), die auf der gegenüberliegenden Gangesseite gelegene ehemalige Maharaja-Residenz Ramnagar und der Eisenbahnknotenpunkt Mughalsarai zehn Kilometer östlich von Varanasi.

### Topografie
Das Stadtgebiet Varanasis erstreckt sich auf der westlichen Seite des Ganges entlang des Flusses. An der Stelle von Varanasi macht der Ganges eine Biegung und fließt in einem großen Bogen in Richtung Nordosten. Durch ihre Lage am steil aufragenden Hochufer auf der westlichen Flussseite ist die Stadt vor den alljährlich auftretenden Hochwassern des Ganges geschützt. Das flache östliche Ufer, das regelmäßig überflutet wird, ist dagegen gänzlich unbebaut. Das Stadtgebiet von Varanasi wird durch zwei Flüsse begrenzt, die hier in den Ganges münden: Varuna im Norden und Assi im Süden.
|                       | Jan  | Feb  | Mär  | Apr  | Mai  | Jun  | Jul   | Aug   | Sep   | Okt  | Nov  | Dez  |   |         |
| Mittl. Tagesmax. (°C) | 23,2 | 26,7 | 33,0 | 38,8 | 40,9 | 38,8 | 33,8  | 32,8  | 32,7  | 32,7 | 29,3 | 24,6 | ⌀ | 32,3    |
| Mittl. Tagesmin. (°C) | 8,8  | 11,3 | 16,3 | 22,0 | 26,2 | 27,9 | 26,4  | 26,0  | 25,0  | 20,7 | 14,1 | 9,6  | ⌀ | 19,6    |
|                       |      |      |      |      |      |      |       |       |       |      |      |      |   |         |
| Niederschlag (mm)     | 17,6 | 15,0 | 7,9  | 4,4  | 10,5 | 96,6 | 309,9 | 273,2 | 246,4 | 35,1 | 10,7 | 6,5  | Σ | 1.033,8 |
|                       |      |      |      |      |      |      |       |       |       |      |      |      |   |         |
| Regentage (d)         | 2,5  | 3    | 1,8  | 1    | 1,6  | 6,5  | 17,2  | 17,4  | 12,1  | 3,2  | 0,6  | 1,2  | Σ | 68,1    |

| 8,8 |

| 11,3 |

| 16,3 |

| 22,0 |

| 26,2 |

| 27,9 |

| 26,4 |

| 26,0 |

| 25,0 |

| 20,7 |

| 14,1 |

| 9,6 |

| 8,8 |

| 11,3 |

| 16,3 |

| 22,0 |

| 26,2 |

| 27,9 |

| 26,4 |

| 26,0 |

| 25,0 |

| 20,7 |

| 14,1 |

| 9,6 |

## Bevölkerung

### Demografie

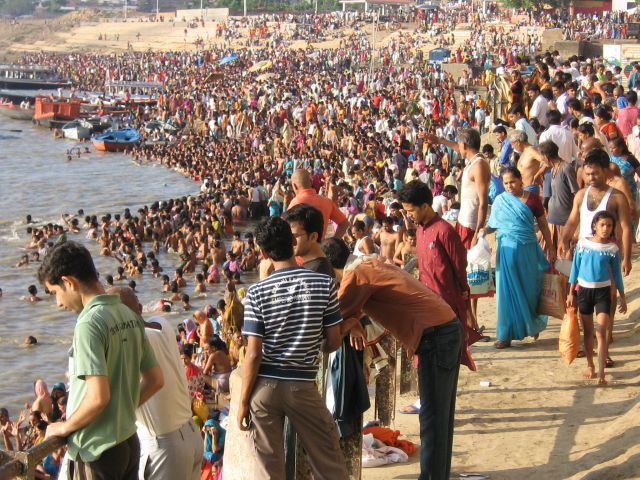
Menschenmengen an den Ghats

Nach der indischen Volkszählung 2011 hat Varanasi 1.201.815 Einwohner. Damit ist Varanasi nach Lucknow, Kanpur, Ghaziabad, Agra und Meerut die sechstgrößte Stadt Uttar Pradeshs. Die Bevölkerungsentwicklung ist in Varanasi, wie in den meisten indischen Städten, ansteigend: Gegenüber der letzten Volkszählung 2001 war die Einwohnerzahl um neun Prozent gestiegen. In der Agglomeration Varanasi, die über die Grenzen des administrativen Stadtgebiets herausreicht, leben nach der Volkszählung 1.435.113 Menschen.

### Religionen und Bevölkerungsgruppen
Die Mehrheit der Einwohner Varanasis sind Hindus. Daneben gibt es eine größere muslimische Minderheit. Nach der indischen Volkszählung 2011 sind 70 Prozent der Einwohner Varanasis Hindus und 29 Prozent Muslime. Andere Religionen spielen demografisch kaum eine Rolle, Varanasi ist aber Sitz des Bistums Varanasi der römisch-katholischen Kirche.
Wegen seiner religiösen Bedeutung hat Varanasi seit alters her Hindus aus anderen Teilen Südasiens angezogen, von denen sich viele in der Stadt niedergelassen haben. So gibt es in Varanasi größere Gemeinschaften von Volksgruppen wie Bengalen, Tamilen, Nepalesen und anderen, die in eigenen Vierteln leben und Tempel im Stil ihrer Heimatregionen erbaut haben.

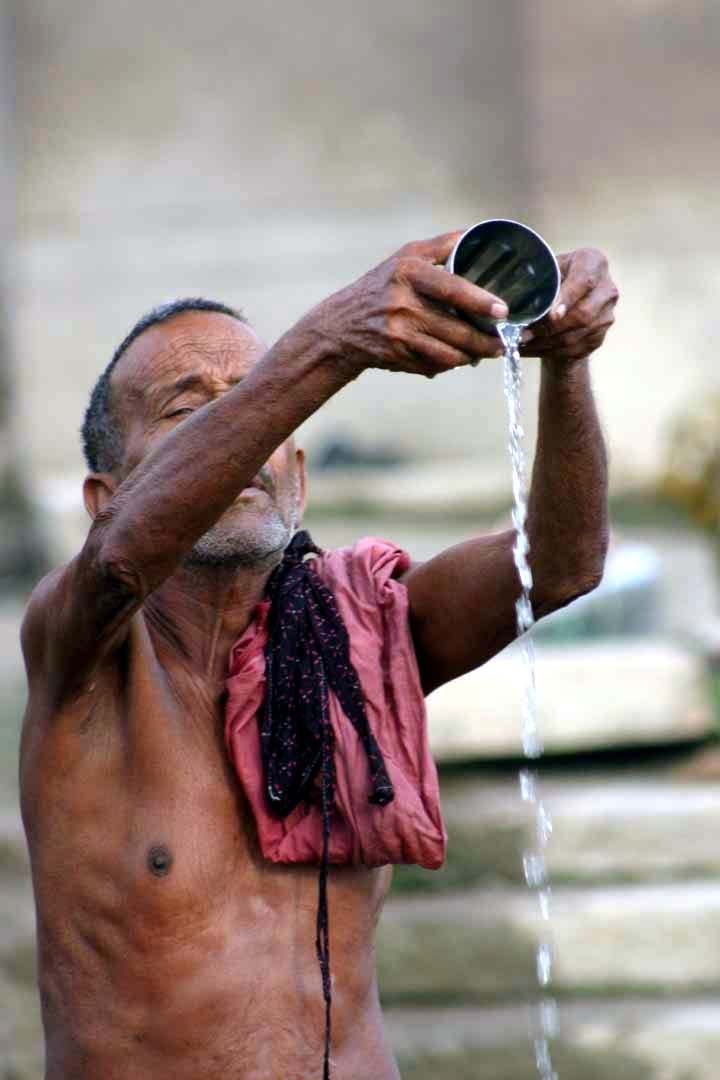
Gebet im Ganges

Varanasi gilt als Stadt des Gottes Shiva Vishwanath („Herr des Alls“) und als eine der heiligsten Stätten des Hinduismus. Seit mehr als 2.500 Jahren pilgern Gläubige in die Stadt, die zudem ein Zentrum traditioneller hinduistischer Kultur und Wissenschaft ist.
Als besonders erstrebenswert gilt es für strenggläubige Hindus, in Varanasi im Ganges zu baden, sowie dort zu sterben und verbrannt zu werden. Entlang des Flusses ziehen sich kilometerlange, stufenartige Uferbefestigungen hin, die Ghats, an denen auf der einen Seite die Gläubigen im Wasser des für sie heiligen Flusses baden und flussabwärts, wenige hundert Meter weiter, die Leichen der Verstorbenen verbrannt werden. Die Asche streut man anschließend ins Wasser. Ein Bad im Ganges soll von Sünden reinigen. In Varanasi zu sterben und verbrannt zu werden, ist der hinduistischen Mythologie zufolge der Ausbruch aus dem ständigen Kreislauf der Wiedergeburt.
Zehn Kilometer nördlich Varanasis liegt Sarnath, der Ort, an dem Buddha die erste Predigt gehalten haben soll, nachdem er in Bodhgaya (Bihar) Erleuchtung gefunden habe. Diese Predigt ist auch als Rede bekannt, mit der Buddha das Rad der Lehre in Bewegung setzte. Sie wurde im Gazellenhain  von Sarnath gehalten. Buddha Shakyamuni gilt dem Glauben mancher Hindus als Inkarnation von Vishnu. König Ashoka machte später aus Sarnath einen buddhistischen Wallfahrtsort und ließ der Legende nach dort und in seinem ganzen Reich insgesamt 84 000 Stupas und zahlreiche Klöster errichten.
In Varanasi hat auch die 1916 gegründete Banaras Hindu University (BHU) ihren Sitz. Besonderes Ziel der BHU ist das Studium und die Förderung der hinduistischen Shastras und der Sanskrit-Literatur. 2012 wurde die BHU in einer Aufstellung der 50 besten Universitäten Indiens an zweitbester Stelle platziert.

### Religiöse Stätten

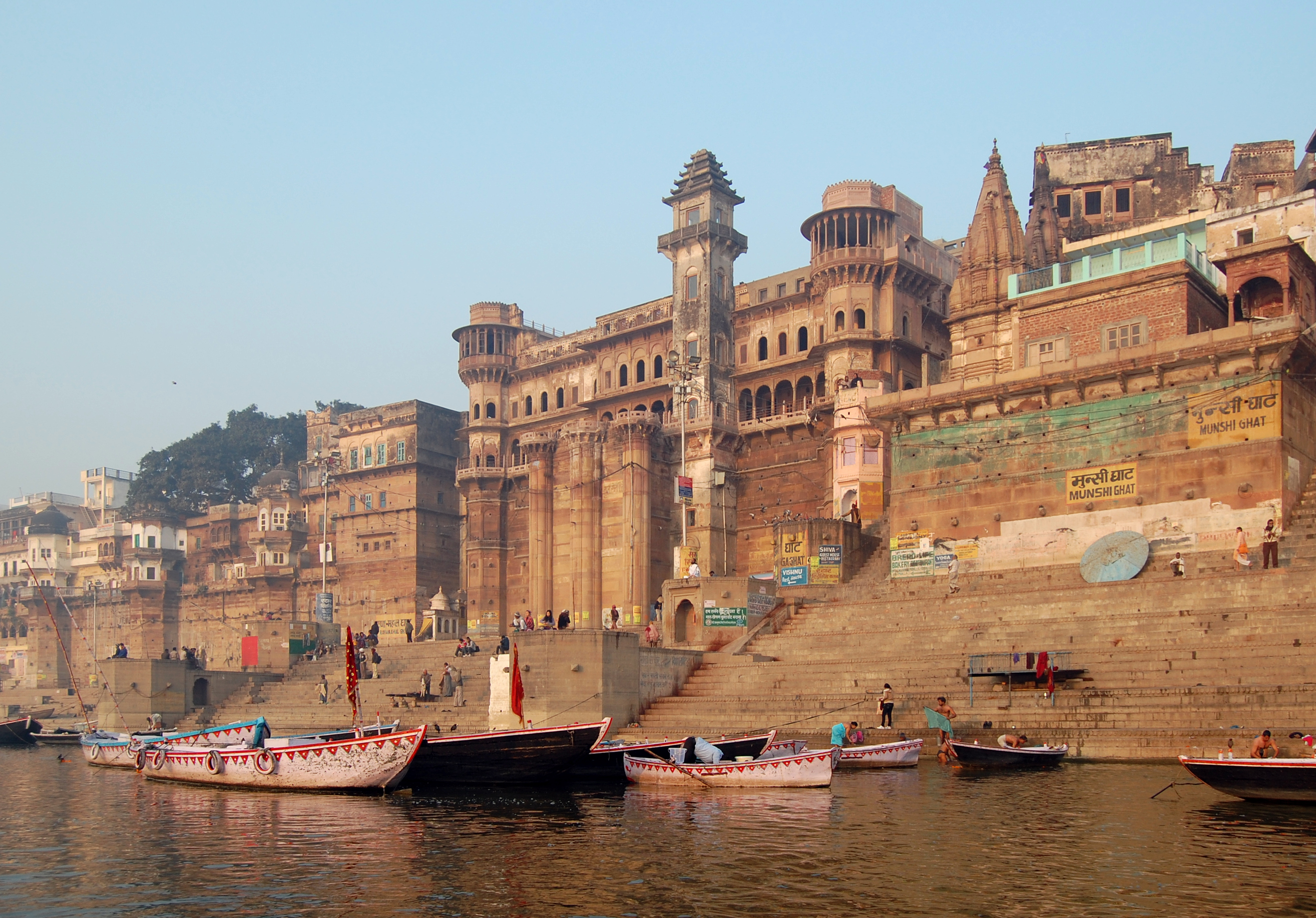
Munshi Ghat am Ganges in Varanasi

Neben den erwähnten Ganga-Ghats, den etwa einhundert getreppten Bade- und Verbrennungsplätzen, verfügt Varanasi über ca. 200 wichtige hinduistische, jainistische und buddhistische Tempel. Zu vielen davon haben Nicht-Hindus allerdings keinen Zutritt.
- Vishwanath-Tempel (auch: „Goldener Tempel“)
- Durga-Tempel
- Tulsi-Manas-Tempel
- Neuer Vishwanath-Tempel
- Bharat-Mata-Tempel („Mutter-Indien-Tempel“)
- Annapurna-Tempel

### Sprache
Die Hauptsprache in Varanasi ist Hindi, Indiens Nationalsprache und die am weitesten verbreitete Sprache des Landes. Unter den Muslimen ist zudem Urdu, die muslimische Variante des Hindi, verbreitet. In Varanasi herrscht eine Diglossiesituation zwischen dem Standard-Hindi und dem von den meisten Bewohnern als Umgangssprache genutzten Dialekt. Dieser wird Banarsi Boli genannt und gehört sprachwissenschaftlich gesehen zum Bhojpuri, einer im Osten Uttar Pradeshs und im Nachbarbundesstaat Bihar gesprochenen Regionalsprache. Die Sprecher identifizieren sich aber als Hindi-Sprecher und sehen Banarsi Boli als Dialekt des Hindi an.

## Geschichte

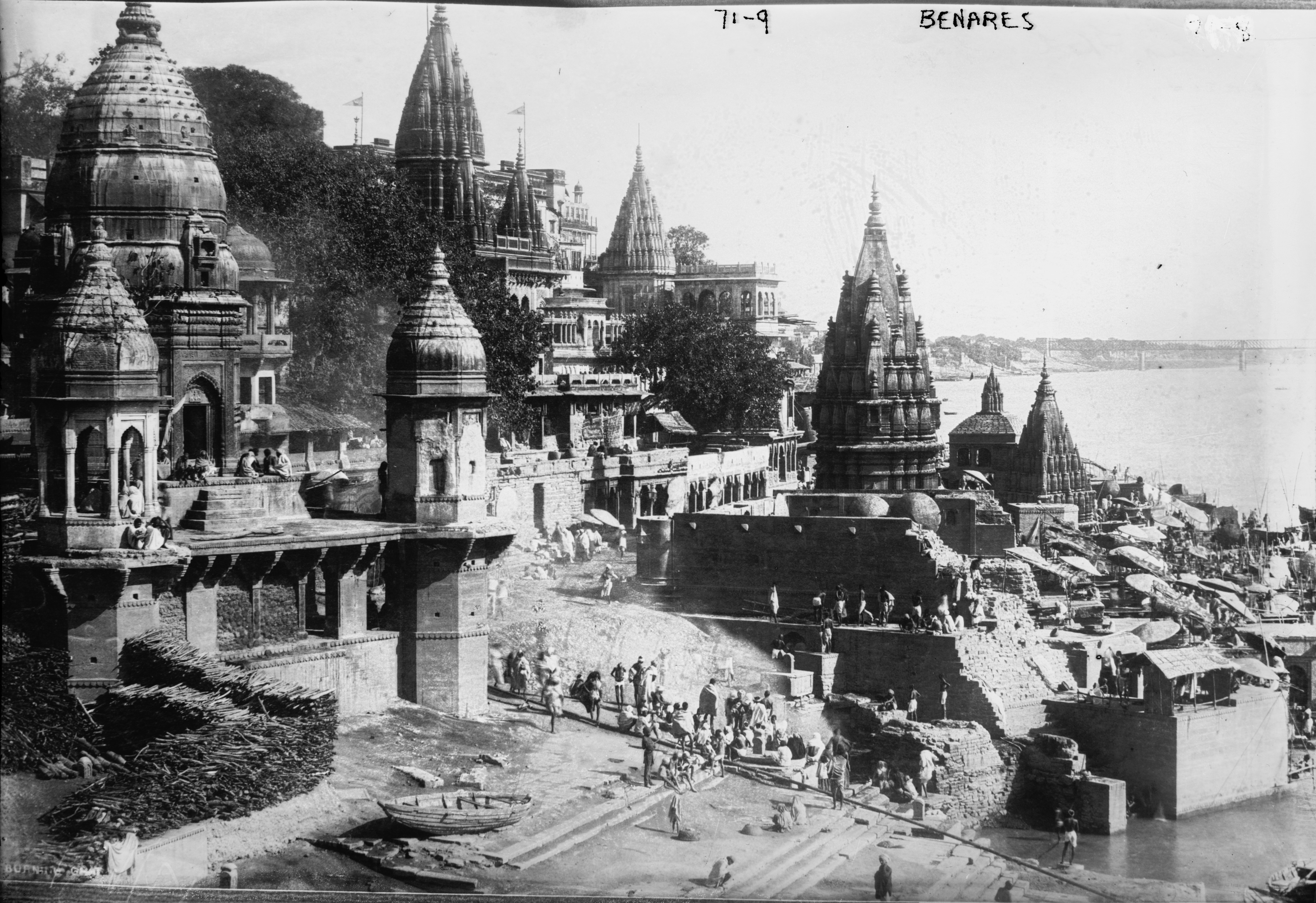
Photographie von Varanasi („Benares“), 1922

Varanasi soll um 1200 v. Chr. von Kashya, dem Sohn von Suhottra, gegründet worden sein. 1193 wurde die Stadt von Qutb-ud-Din Aibak, dem General der Ghuriden, eingenommen. Er machte sich von den Ghuriden unabhängig und gründete das Sultanat von Delhi. Während der nächsten 500 Jahre stand Varanasi unter muslimischer Herrschaft. In dieser Zeit traten viele Hindus zum Islam über. Während der Herrschaft von Akbar I. an der Wende zum 17. Jahrhundert wurde die Stadt von einem hinduistischen Statthalter regiert, der mehrere Tempel und ein Observatorium errichtete. Diese Bauwerke sind jedoch nicht erhalten. Shah Jahan setzte seinen Sohn Dara Shukoh als Statthalter in Varanasi ein. Er pflegte enge Beziehungen mit hinduistischen Gelehrten und befasste sich mit ihren Lehren. Aurangzeb, der Ende des 17. Jahrhunderts eine Politik der Reislamisierung betrieb, schloss in der Stadt die Schulen der muslimischen Gelehrten, die sich mit hinduistischen Lehren befassten, ließ einen hinduistischen Tempel zerstören, um an seiner Stelle eine Moschee zu errichten, und benannte die Stadt in Muhammadābād um. Dieser Name hat sich allerdings nicht durchsetzen können. Nach seinem Tod wurde 1739 Balwant Singh, der Sohn eines Hindu, Zamindar, zum Raja von Varanasi erhoben. Er arbeitete mit der Britischen Ostindien-Kompanie zusammen und geriet immer mehr in ihre Abhängigkeit. 1775 kam sein Territorium unter britische Verwaltung, die Familie von Balwant Singh behielt aber den Raja-Titel. 1950 wurde das Gebiet Teil des Bundesstaates Uttar Pradesh. Das Königshaus besteht aber weiter.
Am 19. Januar 1977 ereignete sich bei Varanasi ein schwerer Eisenbahnunfall, als ein Personenzug auf einen haltenden Zug auffuhr. 28 Menschen starben, weitere 78 wurden verletzt.

## Söhne und Töchter der Stadt
- Kabir (Hindi कबीर Kabīr, 1440–1518), Mystiker
- Kamalakara (um 1610 – um 1700), Astronom und Mathematiker
- Lakshmibai (1828–1858), Rani von Jhansi und Führerin des Sepoy-Aufstandes
- William Hechler (1845–1931), anglikanischer Geistlicher und Unterstützer Theodor Herzls sowie des politischen Zionismus
- Bhagavan Das (1869–1958), Politiker, Theosoph und Gelehrter
- Avadhesh Narayan Singh (1901–1954), Mathematikhistoriker
- Tribhuvan Narain Singh (1904–1982), Journalist und Politiker
- Kamalapathi Tripathi (1905–1990), Politiker
- Gyan Mukherjee (1909–1957), Drehbuchautor und Filmregisseur des Hindi-Films
- Amalananda Ghosh (1910–1981), Generaldirektor des Archaeological Survey of India (ASI)
- Matrika Prasad Koirala (1912–1997), Politiker, Ministerpräsident Nepals
- Bishweshwar Prasad Koirala (1914–1982), Politiker, Ministerpräsident Nepals
- Ravi Shankar (1920–2012), Sitarspieler und Komponist
- Krishna Prasad Bhattarai (1924–2011), Politiker, Ministerpräsident Nepals
- Saraswati Albano-Müller (1933–2024), Pädagogin, Journalistin und Mittlerin zwischen den Kulturen Indiens und Deutschlands
- Daya-Nand Verma (1933–2012), Mathematiker
- Sharda Sahai (1935–2011), Tablaspieler
- Ramesh Mishra (1948–2017), Sarangispieler
- Ronu Majumdar (* 1963), Bansurispieler und Filmkomponist
- Dinesh Mishra (* 1969), Flötenspieler und Komponist